# Vonattal a Föld körül
A Vonattal a Föld körül – a világ 30 legszebb vasútvonalán (eredeti címe: Train Journeys of the World, ISBN 074950658X) egy vasúti ismeretterjesztő könyv. Számos elismert író leírása alapján mutatja be a világ harminc különleges, egzotikus, izgalmas vagy híres vasútvonalát. Magyar nyelvre Fellegi Balázs, Gelléri Gábor és Kőfalvi Csilla fordította.

## Magyarul
- Vonattal a Föld körül. Felfedező körút a világ 30 legszebb vasútvonalán; sajtó alá rend. Susan Gordon, ford. Fellegi Balázs, Gelléri Gábor, Kőfalvi Csilla; Magyar Könyvklub, Bp., 1995

## Fejezetek a könyvből
- A Velence–Simplon–Orient expressz – Robin Neillands
- A Svájcot átszelő Glacier Express
- A szupersebességű TGV-vel Párizsból Marseille-be – Paul Atterbury
- Keresztül Dél-Itálián Rómától Palermóig – Timothy Jepson
- Az Égei-tenger mentén Athéntől Isztambulig – Piers Letcher
- Ausztria teljes hosszában – Bregenztől Bécsig – Colin és Fleur Speakman
- Oslóból az Északi-sarkra – Richard Sale és Tony Oliver
- Romantikus rajnai utazás Kölntől Frankfurtig – Colin és Fleur Speakman
- Skócia festői West Highland vasútvonala – Paul Atterbury
- Az Andalúz expresszel Dél-Spanyolországban – David Scott
- Dél-India kék hegyei között, Madrastól Ootacamundig – Anthony Lambert
- Mianmar egzotikus tájai – a Mandalay expressz ablakából – Ben Davies
- A Maláj-félszigeten át – Bangkoktól Szingapúrig
- A Sunset Limited New Orleanstól Los Angelesig – Ken Westcott Jones
- Az Adirondack New Yorktól Montrealig – Paul Atterbury
- Utazás Kanadán át – a Nagy-tavaktól a Csendes-óceánig – Robin Neillands
- A Chihuahua-Pacífico expresszel át a mexikói Réz-kanyonon – Mona King
- A Central del Perú, a világ legmagasabban fekvő vasútvonala – Antony Lambert
- Santiago de Chiléből délnek – a Rápidóval – Christopher Sainsbury
- A Transzszibériai expressz Moszkvától Irkutszkig – Richard Sale és tony Oliver
- Pekingből Szibériába – a mongol sztyeppéken át – Kim Naylor
- A Tokióba tartó japán szuperexpressz – David Scott
- Utazás az Alpokban Új-Zélandon – Ray Sinclair
- Az Indian-Pacific expresszel át Ausztrálián – Paul Atterbury
- A Marrakech expresszel Casablanca és Fés felé – Piers Letcher
- Közép-Afrikán keresztül Bulawayótól a Viktória-vízesésig – Tony Pinchuck
- Utazás a kenyai „Őrült Vonattal” – Richard Trillo
- A Kék Vonattal Fokvárostól Johannesburgig – Gus Silber
- A Nílus mentén Kairótól Asszuánig – Robin Neillands
- Vonatkirándulás Madagaszkár belsejéből a keleti tengerpartig – Robin Neillands